# マイクロブルワリー

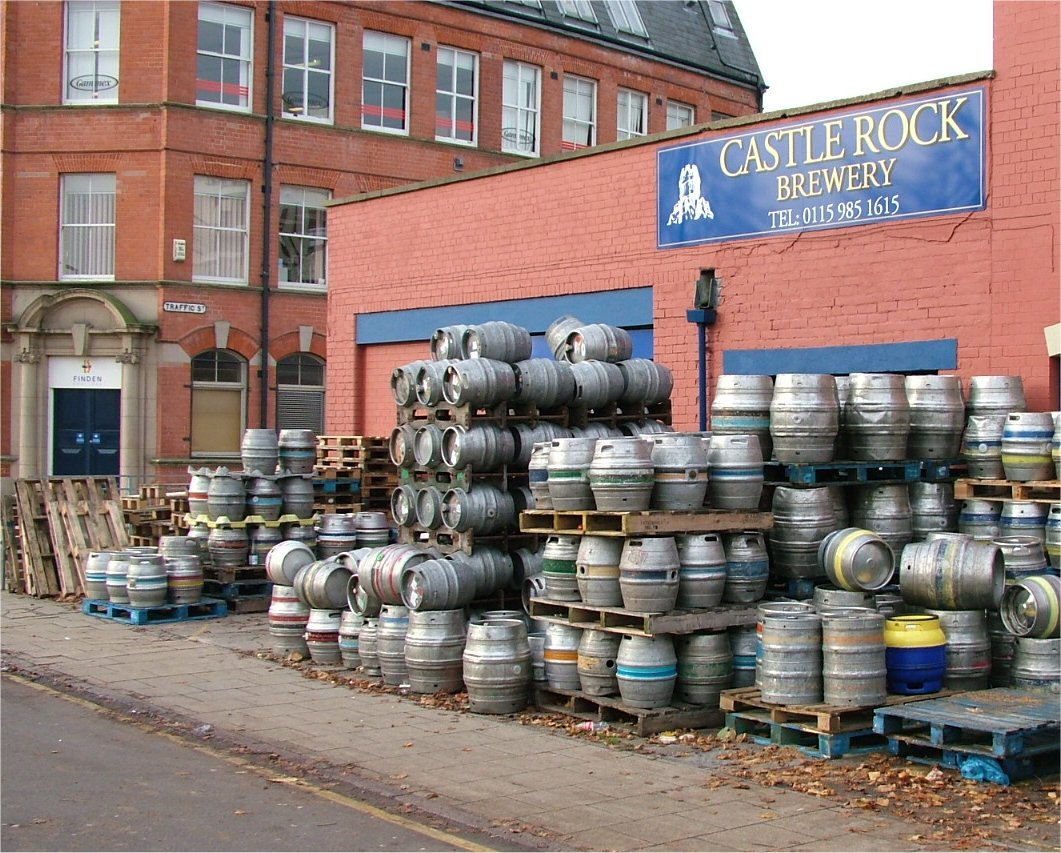
イングランドのノッティンガムにあるマイクロブルワリー、キャッスル・ロック・ブルワリーの建物前に積み上げられた、キャスクやケグ（大部分はファーキンと称される9ガロンのキャスク）。

マイクロブルワリー (microbrewery)、ないし、クラフト・ブルワリー (craft brewery) は、小さな規模でビールを生産するブルワリー（ビール工場、ビール醸造所）であり、典型的な場合には、大企業であるビール製造会社の一つのビール工場よりも、規模が相当に小さく、独立した資本の所有の下にある。こうしたブルワリーは、一般的に、製品の品質、風味、醸造技術などに力を入れている。
伝統的な職人技によるビール醸造は、ヨーロッパでは何世紀にもわたって存在しており、多くの国々に広まっていたが、今につながるマイクロブルワリーの動きは、イギリスで1970年代に始まった。マイクロブルワリーがひとつの運動として広がっていくにつれ、一部のブルワリーは生産量や配給網を拡大したため、より広い概念として「クラフト・ブルーイング (craft brewing)」、「クラフト・ブルワリー (craft brewery)」が登場した。また、ブルーパブ (brewpub) と呼ばれる自家醸造のビールを提供するパブもある。

## 定義

### マイクロブルワリー
「マイクロブルワリー (microbrewery)」は、ブルワリーの規模がごく小さいことを捉えて用いられるようになった言葉であるが、その後徐々に、醸造法の柔軟性や、応用、実験的取り組み、顧客サービスなどにおいて、一般的なビール会社とは異なる姿勢や手法をもつことが意識されるようになった。アメリカ合衆国においても、1980年代にこの言葉と流れが広がり、やがて年間の生産量が15,000米国ビール用バレル（1,800,000リットル：460,000米国液量ガロン）を下回る規模のブルワリーを指す用語として定着した。
マイクロブルワリーは、大規模市場向けのビール生産を行う大手のブルワリーとは異なり、低価格競争や広告を重視するのではなく、品質と多様性で競うマーケティング戦略をとっている。マイクロブルワリーの影響力は、その市場占有率よりもずっと大きい。マイクロブルワリーの市場占有率は小さく、イギリスの場合でわずか2%ほどしかないが、大手にブルワリーがクラフト・ビール市場に新たなブランドを投入したことに示されているように、その影響力は市場占有率よりもかなり大きい。
その後、マイクロブルワリーは、ニュージーランドやオーストラリアなど、他の国々にも徐々に広まった。
2012年のニュージーランドではアルコール消費量が1500万リットルも下落したが、その理由はニュージーランド人が低価格の一般的なブランドのビールよりも、価格の高いプレミアム・ビールを好んだためだとして、マイクロブルワリーの存在が取りざたされた。

### ナノブルワリー
ウェブサイト「The Food Section」は、「ナノブルワリー (nanobrewery)」という言葉を用い、これを「マイクロブルワリーをさらに小規模にしたもので、ひとりの起業家が単独で運営していることもしばしばであり、生産量もさらに少ない (a scaled-down microbrewery, often run by a solo entrepreneur, that produces beer in small batches.)」と定義している。アメリカ合衆国財務省はナノブルワリーを、販売目的でビールを生産する「非常に小規模なブルワリーの経営体 (very small brewery operations)」としている。

### クラフト・ブルワリー

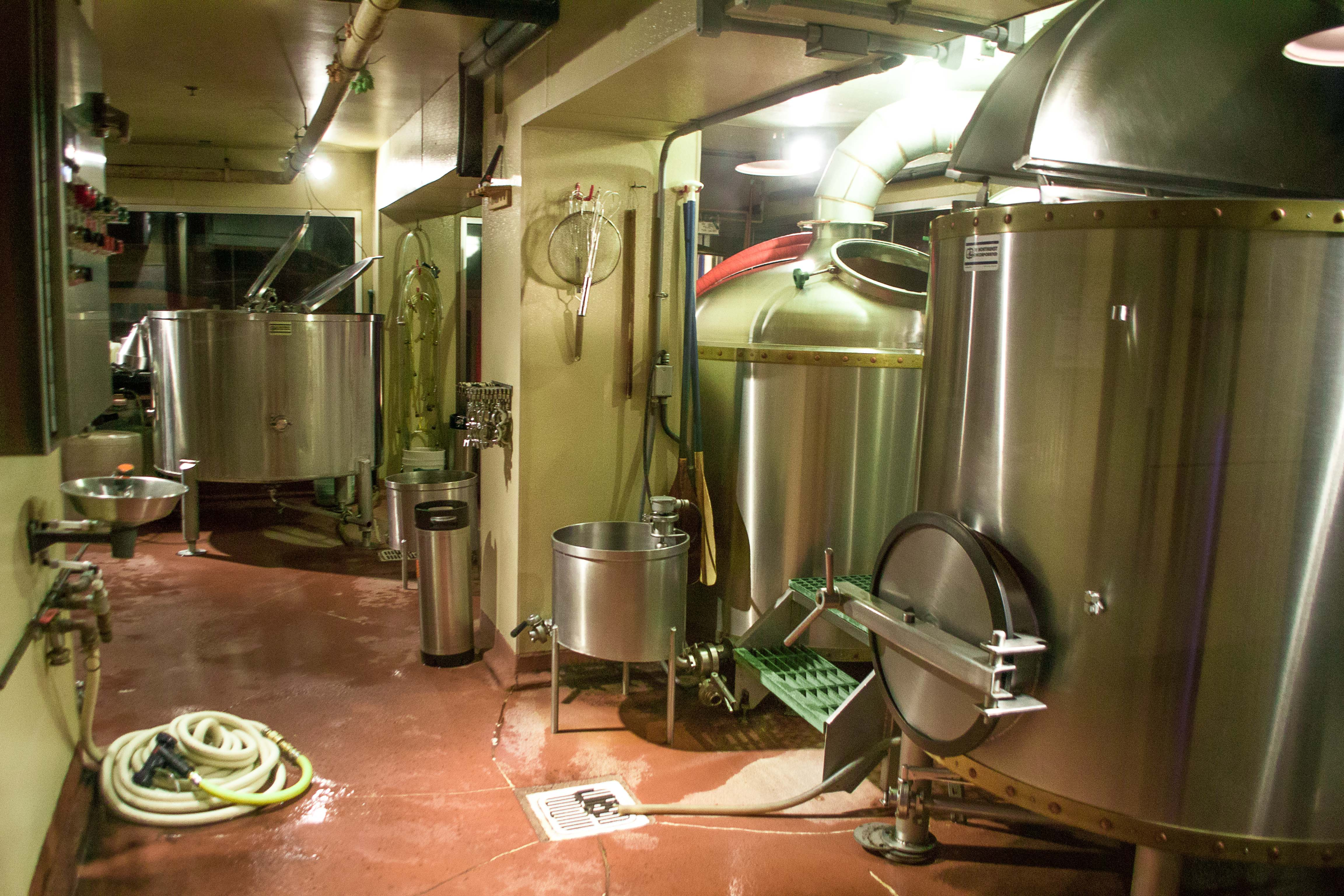
クラフト・ブルワリー

「クラフト・ブルーイング (Craft brewing)」は、20世紀末におけるマイクロブルワリーの動きを継承して、この産業が発展したことを受けて、より広汎な概念として生み出されたものである。その定義は必ずしも一貫していないが、典型的な場合には、比較的小規模な、独立資本の商業的ブルワリーが、伝統的な醸造法をによって、風味や品質に力を入れた生産を行うことを指している。この言葉は、1970年代以降に新たに設立されたブルワリーについて用いられるのが普通だが、同じような特徴をもった、より古い時期からのブルワリーにも用いられる。アメリカ合衆国の事業者団体であるブルワーズ・アソシエーション (BA) は、ブランドの透明性に意を払っており、クラフト・ブルワリー (craft brewery) を 「小規模、独立、伝統的 (small, independent and traditional)」と定義している。
『Canned!: Artwork of the Modern American Beer Can』（2014年）の著者ラス・フィリップス (Russ Phillips) によれば、アメリカ合衆国では2012年からの短期間のうちにクラフト・ブルワリーによる缶ビールの生産は倍増し、500社以上が缶ビールの生産に乗り出している。缶ビールは、以前には大手ビール会社と結びついたものであったが、その後は、冷やしやすく、ビールの質を落とす光の作用に影響されない上、運搬に容易で、貯蔵や輸送の際に必要な空間の少なくすることができ、包装デザインに使える缶の表面積も大きいなど、様々な理由からクラフト・ブルワリーにも好まれるようになった。
オハイオ州シンシナティに拠点を置くクラフト・ブルワリー、リネガイスト (Rhinegeist) の代理人が2014年6月に説明したところによると、缶ビールよりも瓶の方が味が良いという見方はもはや過去のものであり、ほとんどのアルミニウム缶はポリマー加工によってビールが、風味に問題を起こすような金属に触れることがないようにしてあるという。しかし、缶から直接飲む場合には金属的な味を感じることが避けられないので、ほとんどのクラフト・ブルワーは、缶ビールをグラスに注いで飲むことを勧めている。2014年6月の時点で、BAは、クラフト・ビールの3%が缶ビールとして販売されており、60%が瓶、残りはケグであると推計している。

### ブルーパブ
「ブルーパブ (brewpub)」は、ブルワリーとパブ（パブリック・ハウス）を結びつけた言葉である。ブルーパブは、パブやレストランが、その場所で自家醸造したビールを提供するものなどを指す。
ブルーパブ（en:brewpub）は、アメリカでは1990年代に流行しはじめた。

## 各国における状況

### イギリス
「マイクロブルワリー」という言葉は、イギリスで1970年代後半に生まれたものであり、伝統的なキャスク・エールを生産し、大手ビール会社やパブ・チェーンから独立している、新世代の小規模ブルワリー群を指していた。こうした手法で最初に成功した事例は、ビル・アークハート (Bill Urquhart) がノーサンプトンシャー州リッチバラで1974年に設立したリッチバラ・ブルワリー (Litchborough Brewery) であった。アークハートは、大規模だったフィップス・ノーサンプトン・ブルワリーが、1974年5月に親会社のウォトニー・マン (Watney Mann) の意向で、カールスバーグ・グループによるラガー・ビールの新たなイギリス工場に用地を空けるためビール工場を閉鎖する前の、最後の主任ブルワーだった。
イギリスには、キャスク・エールを生産する小規模な商業的ブルワリーが多数存在しているが、その中でも最も小規模なものはマイクロブルワリーとされ、中には、一般家屋のガレージのような小さな空間で営まれているものもある。イギリスでは、マイクロブルワリーと大規模なビール会社の区別はさほど大きなものではなく、両者の間には様々な規模のブルワリーが空隙を埋めるように連続して存在している。
大規模な商業的ブルワリーが発展する前のイギリスでは、ビールは販売される場所で醸造されているものであった。エールワイフたちは、「エール・ワンド (ale-wand)」とも称されるホップを支える長い棒を目印に出し、ビールが出来上がったことを知らせていた。中世の書き手たちは、飲酒を戒めることよりも、十分な品質の強いビールを確保することに関心を寄せていた。人々が醸造に関わるようになっていくにつれ、ギルドが組織されるようになり、1342年にはブルワーズ・ギルド・イン・ロンドン (the Brewers Guild in London)、1598年にはエディンバラ・ソサエティ・オブ・ブルワーズ (the Edinburgh Society of Brewers) が結成された。やがて醸造業がより一層に組織的で信頼できる形になっていくことで、数多くのインやタバーンでは、ビールの自家醸造をやめて、初期の商業的ブルワリーからビールを仕入れるようになっていった。
しかし、他方ではビールの自家醸造を続けるブルーパブもあり、例えば、コーンウォール州ヘルストンのブルー・アンカー (the Blue Anchor) は、1400年の創業で、イギリス最古のブルーパブと考えられている。イギリスでは、20世紀を通して、パブの裏手に醸造所を設けてビールを自家醸造していた伝統的なパブの大部分が、より大規模なブルワリーに買収され、自家醸造をやめてしまった。1970年代半ばの時点で、残存していた自家醸造のパブは、シュロップシャー州マデリーのオール・ネイションズ (All Nations)、ウェスト・ミッドランズ州ネザートンのジ・オールド・スワン (The Old Swan)、シュロップシャー州ビショップズ・キャッスルのスリー・タンズ、コーンウォール州ヘルストンのブルー・アンカー (Blue Anchor) の4カ所だけであった。
それまでラガー・ビールに吹いていた追い風に変化が生じたのは1970年代のことで、CAMRA（Campaign for Real Ale：「本物のエールを求める運動」といった意味）による伝統的な醸造法を求める運動が支持を集め、ビール評論家マイケル・ジャクソンの著書『World Guide to Beer』の成功が、イギリスの醸造家たちの背中を押し、リングウッド・ブルワリーのピーター・オースティン (Peter Austin) のような人々が、自家醸造の小さなブルワリーや、ブルーパブを設けるようになった。1979年、イギリスのブルーパブのチェーンである「ファーキン・ブルワリー (Firkin Brewery)」が設立され、一時は100店舗を超える規模に達したが、後にチェーンは売却され、傘下のパブはビールの自家醸造やめてしまった。
イギリスのブルワリーの中には、エールの醸造に特化しているものもあるが、ヨーロッパ大陸由来のラガーや白ビールも醸造しているものもある。イギリスの小規模な独立系ブルーパブの例としては、バーンリーのミニストリー・オブ・エールズ (The Ministry of Ales)、オックスフォードのヘディントンにあるメイソンズ・アームズ (The Masons Arms)、ダービーのブランズウィック・イン (The Brunswick Inn)（2010年にこの店で販売されたビールの半分は、店で自家醸造されたものであった）、カンブリア州イングスのザ・ウォーターミル (The Watermill)、ベリー・セント・エドマンズのオールド・カノン・ブルワリー (Old Cannon Brewery)などがある。
2014年5月の『ガーディアン』紙は、ブリストルでマイクロブルワリーが盛んであることを報じた。そこでは、タバコ・ファクトリー (The Tobacco Factory)、カッパー・ジャックス・クラフトハウス (Copper Jacks Crafthouse)、アーバン・スタンダード (The Urban Standard) など10ヵ所のブルーパブが、叢生するブリストルのクラフト・ビール醸造所とされた。
ロンドンのイーストエンドも特化したクラフト・ビールと、ユニークな独立系パブ、ブルワリーの存在で知られている。『ガーディアン』紙は、イースト・ロンドンのクラフト・ビール・パブについても興味深いリストを作成しており、地元イーストエンドの複数のツアー会社もそれぞれに食事とクラフト・ビールを巡るツアーを販売している。
クラフト・ビールの人気が年々高まる中で、イギリスでもクラフト・ビールの定期購入クラブ (subscription club) が数多く登場するようになった。この動きは、アメリカ合衆国起源のものであるが、イギリスの人々にも新たなクラフト・ビールを発見する機会を、大西洋を隔てたアメリカ合衆国の場合と同じように、提供するようになっている。

### アメリカ合衆国
アメリカ合衆国では、自家醸造家として賞を受けたこともあるK・フローリアン・クレンプ (K. Florian Klemp) が2008年に記したところでは、アメリカ開拓史の初期に続いてクラフト・ビールの動きが復活したのは、1965年にフィッツ・メイタグがサンフランシスコのアンカー・ブルーイング・カンパニーを廃業から救って、取得した時から始まったとされる。
2014年6月のインタビューで、オレゴン州のマイクロブルワリーのオーナーは、「単に素晴らしいビールを作る以上のことをしなければなりません。本当に革新と創造性が問われ、伝統的なビールのマーケティングという箱の中から踏み出していくんです (You've got to do more than just make great beer. It's really about innovation, creativity—stepping outside the box of traditional beer marketing)」と説明し、その一方で従業員は「心と魂 (heart and soul)」が業務の真髄だと語っている。

人口あたりのマイクロブルワリー、地域的ブルワリー、ブルーパブなどの分布。

1965年にメイタグが買収したアンカー・ブルーイング・カンパニーの方向転換が、アメリカ合衆国のビールにとっての転換点となり、クラフト・ビール復活の発端となり、その後1979年のジミー・カーター大統領によるビール市場の規制緩和を受けてマイクロブルーイングのブームが到来した。この時期には、ホームブルーイングを始めた人々もおり、その一部は規模を少し拡大して生産してようになった。醸造のインスピレーションを求めた彼らは、何世紀も前の伝統的な職人技によるビール (artisan beer) や、イギリス、ドイツ、ベルギーで続けられていたキャスク・エールの生産に目を向けた。
1976年創業のニュー・アルビオン・ブルーイング・カンパニーは、アメリカ合衆国の醸造家たちが小規模な商業的ブルワリーを建設する上で青図（模範例）となった。こうして生産された製品の人気は高く、この動きは瞬く間に広がって、多数の小規模醸造所が創業し、しばしばバーを併設して、いわゆる「ブルーパブ」となり、製品を直接販売できるようにした。
アメリカ合衆国のマイクロブルワリーは、典型的には卸売を通す、伝統的な三層システムによっているが、中には、自らが流通元（卸売）となって小売に販売したり、直接に消費者へ、タップ・ルーム (tap room) や付設のレストラン、さらには醸造所から離れた出先で販売する例もある。アルコール類への規制は、アメリカ合衆国憲法修正第21条によって、州に委ねられているため、法律の内容は州ごとに違いがある。2013年10月1日の合衆国連邦政府機関の一部閉鎖を受けて、財務省の下にある酒類タバコ税貿易管理局 (TTB) も閉鎖となり、クラフト・ビールの生産者たちは、一時的に活動休止を余儀なくされた。TTBは、新たな醸造所、レシピ、銘柄などについて承認を与える責務を担っている。合衆国におけるマイクロブルワリーへの関心が広がり、1982年にはワシントン州ヤキマに「グランツ・ブルワリー・パブ (Grant's Brewery Pub)」とも通称されたヤキマ・ブルーイングが開業して、ウィリアム・ペン、サミュエル・アダムズ、パトリック・ヘンリーといった（合衆国建国以前の）アメリカ初期の有名な偉人たちの名を冠した「ブルワリー・タバーン (brewery taverns)」が復活し始めた。当初の成長は遅々としたもので、合衆国に5軒目のブルーパブが開業したのは1986年だったが、その後は顕著な成長があり、ブルワーズ・アソシエーションは2012年の時点で、地域的なクラフト・ブルワリー、マイクロブルワリー、ブルーパブなどを合わせて2,075軒が合衆国に存在していると報告した。
クラフト・ブルーイングはどこよりも合衆国で最も盛んになったが、これはクラフト・ブルーイングの拡大の基礎となった法改正がなされたためであった。1978年にはカーター・ホームブルーイング法 (the 1978 Carter homebrewing law) によって、ビールやワインの少量生産が認められ、1979年には醸造業界を規制緩和する法案にカーター大統領が署名し、ブルワリーの新規創業がより容易になったが、各州はそれぞれ地域的な制約を課すことが可能であった。とはいえ、規制緩和によって1980年代から1990年代にかけて、ホームブルーイングは趣味として人気を高め、1990年代半ばには、家庭での趣味としての自家醸造を基礎に、事業を立ち上げる醸造家たちが現れた。
例えば、サンフランシスコのセルベサリア・デ・マテベサ (Cervezería de MateVeza) は、20ガロン（米国液量ガロン：76リットル、0.65バレル（米国ビール用バレル）に相当）を醸造する小規模な装置で稼働している。
ブルワーズ・アソシエーションによれば、1979年には89ヵ所だった合衆国のブルワリーは、2013年3月時点で2,416ヵ所が稼働中であり、そのうち98%に当たる2,360ヵ所はクラフト・ブルワリーと考えられており、その内訳はブルーパブ1,124ヵ所、マイクロブルワリー1,139ヵ所、地域的クラフト・ブルワリー97ヵ所であった。さらに、クラフト・ブルワーは、15,600,000バレル（米国ビール用バレル）（(183万キロリットル、480,000,000ガロン（米国液量ガロン）以上のビールを販売しており、合衆国のビール市場の、およそ7.8%を占めている。2007年の時点で、アメリカ最大のクラフト・ブルワリーは、サミュエル・アダムズを製造するボストン・ビール社であった。
ブルワーズ・アソシエーションは、アメリカにおけるクラフト・ブルワリーを「小規模で、独立した、伝統的なもの (small, independent and traditional)」と定義している。「小規模」は「ビールの年間生産量が600万バレルを上回らない」こととされ、「独立」はクラフト・ブルワー自身が株式の75%以上を所有、ないし、支配下に置いていること、また「伝統的」とは、ビールの成分の50%以上が「伝統的、ないし、革新的 (traditional or innovative)」な成分で作られていることとされる。この定義は、小規模のビール生産を伝統的に行ってきた古くからのマイクロブルワリーも含む一方で、様々な規模で、多様な特色のあるビールを生産しているブルワリーを広く含むものである。
ブルワーズ・アソシエーションは、アメリカにおけるクラフト・ブルーイング市場を4つの業態に分けて定義している。マイクロブルワリーは、年間生産量が15,000バレル（米国ビール用バレル）（1,800キロリットル、460,000ガロン）以下の小規模ビール醸造所であり、ブルーパブは生産するビールの25%以上を醸造した場所で直売するもの、地域的クラフト・ブルワリーは、年間生産量が15,000バレルから6,000,000バレルの間の規模で、製品の50%以上がオール・モルト、ないしは、風味をつけるための添加物だけを用いたビールであるような醸造所、そして、契約醸造会社 (contract brewing companies) は、自社では醸造をせずに、他のブルワリーに醸造を委託して、自社ブランドのビールを生産させる事業者である。
2014年3月、ブルワーズ・アソシエーションは、クラフト・ビールの定義を変更し、醸造過程における添加物についての条件を一切撤廃した。この変更によって、イングリングのような、長い歴史を持つブルワリーが、新たにクラフト・ビールの定義に含まれることとなった。B.A.の声明は、次のように述べている。

何世代にもわたって事業を継続しているブルワーが「伝統的」とされないという理念は、多くの会員にとって矛盾を孕むものと感じられていた。ブルワーたちは。長い間、それぞれの時代に調達できるものを使って醸造してきたのである。（ブルワーズ・アソシエーションがクラフト・ビールの定義を定めていないのは、何がクラフト・ビールかは飲み手次第だと考えるからであるが、ビール醸造をおもな事業としている限り、どのようなタイプのビールをクラフト・ブルワーが醸造するかで区別をするようなこともない。）改定された定義漬けにおいても、クラフト・ブルワーたちが革新的な能力を発揮して新たなスタイルのビールを開発したり、既存のスタイルの中で創造性を発揮する余地が開かれている。改定された定義では、添加物が特定のビールの風味を「強める (enhance)」のか「軽くする (lighten)」のかといった、ブルワーズ・アソシエーションのスタッフによる主観的な評価を廃止した。
このブルワーズ・アソシエーションの決定は、ミッション・ステートメントとともに、ビール業界における市場占拠率の目標を更新するものでもあった。ブルワーズ・アソシエーションの会員は、2020年までにビール市場の20%を目指すという目標に向けて努力するものとされており、これについてデシューツ・ブルワリーのオーナーで、ブルワーズ・アソシエーションの2014年時点の理事長であるゲイリー・フィッシュ (Gary Fish) は、次のように述べている。

「The 20-by-‘20」（2020年までに20%）という目標は、クラフト・ビールのコミュニティを叱咤激励する目標値であり、また、示唆的なものでもある。この目標は、私たちの業界が、自分たちの強みと情熱に焦点を当てる取り組みを続け、高い品質で革新的な、香り高いビールをクラフト・ビール愛好家たちに提供していけば、達成に手が届くものだと私は確信している。... さらに、品質へのコミットメントを掲げ、ホームブルワーやブルワリー愛好家たちの位置付けを明確にしておくことで、我々はさらにクラフト・ブルーイング業界の健全な成長に、より一層重要な役割を果たすことができる。

### カナダ
カナダでは、おもに西海岸（ブリティッシュコロンビア州）や、ケベック州、オンタリオ州といった大規模な国内市場が存在し、少数の大手ビール会社が支配的な地域で、マイクロブルワリーも盛んになっている。オンタリオ州のマイクロブルワリーの多くは、オンタリオ・クラフト・ブルワーズという組織を結成している。他の地域にも、同様の組織がある。
カナダ全土で一貫して用いられるようなマイクロブルワリーの定義は存在していない。実際、地方政府ごとに、小規模ブルワリー、マイクロブルワリー、マイクロブルワリー及びナノブルワリーなどの用語が生産量によって定義されているが、それぞれの分類基準となる数値も地域ごとに多様なものとなっている。とはいえ、クラフト・ブルワリーないしマイクロブルワリーの大部分は、規模が小さく、地元資本によって、しばしば家族的に、所有されていることが多い。そうしたブルワリーの中には、大手に売却されてしまった例もあるが、そうした場合でもほとんどのニュース・メディアはクラフト・ブルワーとして言及し続けている。ただし、そうした所有権の変更が起こると、各地のクラフト・ブルワーの組織からは会員資格を失うこともある。マイクロブルワリーの大部分は、より一般的な用語である「クラフト・ブルワリー」の概念の中に収まる。2006年当時、カナダには88ヵ所のそうした施設があったが、2015年時点ではそれが520ヵ所まで増加した。この成長は特にオンタリオ州で顕著に見られ、このカテゴリーのブルワリーの売り上げは36%の伸びを示した。2015年時点のカナダでは、こうしたブルワリーの市場占拠率が10%ほどになっていた。
1984年、それまでの酒類に対する規制が変更されたことを機に、建築家だったポール・ハドフィールド (Paul Hadfield) は、ブリティッシュコロンビア州ビクトリアでスピンネイカーズ・ガストロ・ブルーパブ・アンド・ゲストハウス (the Spinnakers Gastro Brewpub and Guesthouse) を創業した。ハドフィールドは、この事業を拡大して、「ビール醸造からインスパイアされた (brew-inspired)」というジェリーやチョコレート、バン類、ビネガーなどを手がけている。

### ドイツ
ドイツでも、こうした潮流は一部の地域で顕著になっているが、小規模ブルワリーはもともと他国よりも広く各地に存在してきた。小規模で地域的なブルワリーの多くは、マイクロブルワリーの定義に当てはまる。ドイツなどのマイクロブルワリーの中には、何百年も伝統的に醸造を継続してきたところもある。2010年の時点で、ドイツには901ヵ所の小規模ブルワリーが存在していた。連邦統計局は、小規模ブルワリーの定義を年間生産量500キロリットル以下としている。小規模ブルワリーの負担するビールへの課税額には、1972年から軽減措置がとられており、1993年に改定された現行制度では、年間生産量が2万キロリットル以下の場合には何らかの軽減措置があり、さらに小規模になる程、段階的に税負担が軽減され、500キロリットル以下では50%の軽減率となっている。
2016年の時点で、小規模ブルワリーの市場占拠率は、1%未満にとどまっている。小規模ブルワリーのうち638ヵ所は、100キロリットルにも満たない量しか生産しておらず、狭義のマイクロブルワリーに相当するものと考えられる。こうした統計数値は、商業的ブルワリーだけが対象であり、個人の趣味として行われている醸造（ホームブルーイング）は数に入っていない。

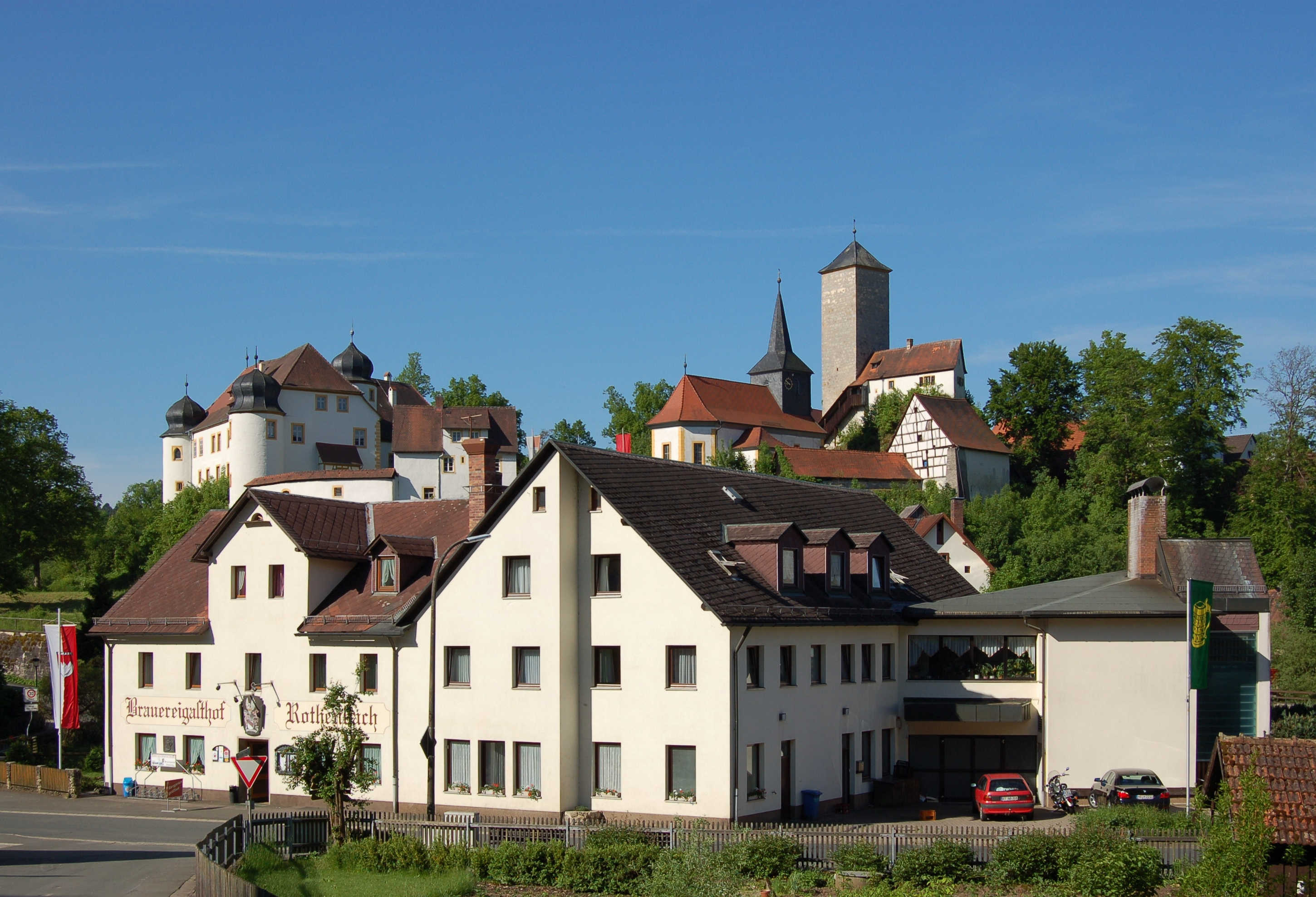
ドイツ、フランケン地方アウフゼスのブルーパブ、ブラウエライガストホフ・ローテンバッハ (Brauereigasthof Rothenbach)。

こうした小規模ブルワリーのおよそ3分の1は、500年に及ぶ伝統を守っており、その大部分はフランケン地方に立地している。他方、残りの3分の2近くは、過去25年間に創業している。小規模ブルワリーの大部分は、ブルーパブを併設している。
一部の論者によれば、1982年にヤン・ピュッツがテレビ番組『Hobbythek』で取り上げた「Hausbrau-Sendung Nr. 80」のキットを契機としてホームブルーイングを趣味として始め、やがてその能力を活かして地域的な商業的マイクロブルワーとなった者がマイクロブルワリーの流れを生んだのだという。このキットは、1種類のビールを作るだけのものであったが、これが幅を広げてクラフトビールにつながっていったのである。
2000年代のドイツでは、ベルリンやハンブルクで、こうした特色をもったブルワリーが発展した。ルール地方のボーフムでは、2013年から「トリンクハーレ (Trinkhalle)」と称されるクラフトビールを提供するパブが登場している。同時に、大手のブルワリーもクラフトビール市場に参入するようになった。デュッセルドルフのシュリュッセルブラウエライ (Schlüsselbrauerei) は1640年からクラフトビールを作り続けていると称し、ビットブルガーは「クラフト・ヴェルク (Craft-Werk)」と名付けたブランドを新設、ラーデベルガー・グループは子会社「Die Internationale Brau-Manufacturen GmbH」を創設した。このラーデベルガーの子会社は、14種のビールを創り出し、提携するブルワリーから25種の製品を揃えている。
他の諸国と同じように、マイクロブルワリーやブルーパブの興隆は、ビールの大量生産、流通への反動として生じた現象であった。ドイツでは、伝統的なブルーパブであるブラウハウスが、ビールの供給において依然として重要である。特に、ドイツ南部、とりわけバイエルン州では、こうした実態が顕著である。バイエルン州北部のオーバーフランケンは、世界で最も高い密度でブルワリーが存在する。オーバーフランケンの人口は100万人ほどであるが、そこに、およそ200ヵ所のブルワリーが集中している。その大部分は、マイクロブルワリーやブルーパブである。

### イタリア
イタリアではマイクロブルワリー、地ビールの隆盛が1990年代半ばから起こっており、2000年代初頭に大きく成長している。2016年には地ビールの醸造所は1000を超える。副原料にブドウを使ったり、栗を使ったりと、醸造されるビールのバリエーションが豊富なのが特徴であり、他国のブルワリーからも参考とされている。

### 日本
1994年に日本の税法が改定され、ビール醸造免許と取得するのに必要な年間生産量が200万リットルから年間6万リットルに緩和された。これを受けて、日本各地に小規模な地域的マイクロブルワリー設立のブームが起こきる。1990年代におけるマイクロブルワリーによるビール生産は、「地酒」の語から派生して「地ビール」と呼ばれ、ブームが起きた。しかし、こういったマイクロブルワリーでは安定した製品が供給できず、「地ビールは高くで不味い」という認識が消費者に広まり、多くのマイクロブルワリーは廃業していき、2000年を過ぎたあたりでブームは終焉した。
2014年に麒麟麦酒が、翌2015年にはアサヒビール、サントリー、サッポロビールと日本国内の四大ビールメーカーが地ビールの製造と地ビールを提供する店への本格参入を発表したことから、地ビールをクラフトビールと呼ぶような第二次ブームが隆盛している。

### 中国
マイクロブルワリーはアジアでも数が増えている。2013年7月の時点で世界最大のビール消費国である中国では、クラフト・ビール市場は急成長しており、悠航鲜啤/スローボート・ブルワリー (Slowboat Brewery)、上海啤酒工坊/シャンハイ・ブルワリー (Shanghai Brewery)、拳撃猫餐庁/ボクシング・キャット・ブルワリー (Boxing Cat Brewery) などのブランドが知られている。2013年7月の時点で、上海のブルーパブの軒数は、2010年から倍増していた。ビール全体の消費量は、2013年はじめに年間5万キロリットルに達したとされ、クラフト・ビールへの関心も高まってきている。大躍啤酒/グレート・リープ・ブルーイングは、数多くある、まだ歴史の浅いマイクロブルワリーの事例のひとつであり、北京のビール生産工程では、ローカル化戦略の一環として、伝統的な中国の添加物や香料が用いられている。中国最大のブルーパブは、蘇州市で台湾のビール会社である金色三麦 (Le Blé d'Or) が運営にあたっているもので、クラフト・ビールの愛好家は中国在住の外国人のみならず、地元の中国人の間にも広がっている。